# Olympische Sommerspiele 1948/Leichtathletik – Stabhochsprung (Männer)

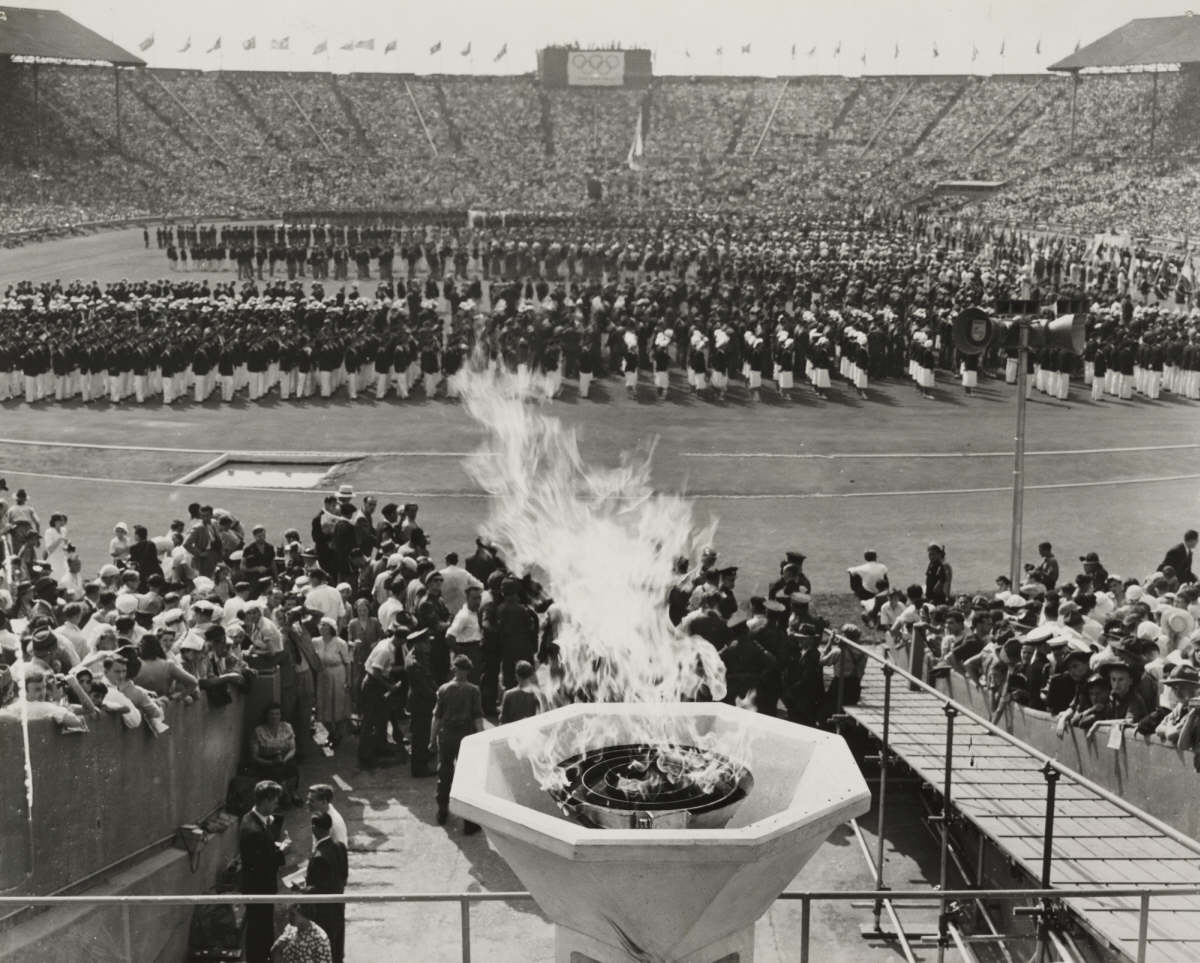
Eröffnungsfeier bei den Olympischen Spielen in London

Der Stabhochsprung der Männer bei den Olympischen Spielen 1948 in London wurde am 31. Juli und 2. August 1948 im Wembley-Stadion ausgetragen. Neunzehn Athleten nahmen teil. Zum ersten Mal entschied bei Olympischen Spielen die Anzahl der Fehlversuche bei gleicher Höhe über die Platzierung.
Olympiasieger wurde der US-Amerikaner Guinn Smith. Er gewann vor dem Finnen Erkki Kataja und dem US-Amerikaner Bob Richards.

## Bestehende Rekorde
| Weltrekord         | 4,77 m | Cornelius Warmerdam ( USA) | Modesto, USA                      | 23. Mai 1942   |
| Olympischer Rekord | 4,35 m | Earle Meadows ( USA)       | Finale OS Berlin, Deutsches Reich | 5. August 1936 |

Der bestehende olympische Rekord wurde bei diesen Spielen nicht erreicht. Olympiasieger Guinn Smith verfehlte diesen Rekord mit seinem besten Sprung um 5 Zentimeter.

## Durchführung des Wettbewerbs
Die Teilnehmer traten am 31. Juli zu einer Qualifikationsrunde an. Als Qualifikationshöhe waren 4,00 Meter gefordert. Die zwölf Springer, die diese Höhe schafften – hellblau unterlegt –, qualifizierten sich für das Finale am 2. August.

## Qualifikation
31. Juli 1948, 11:00 Uhr
Die Versuchsserien der einzelnen Athleten sind nicht bekannt.
| Platz | Name               | Nation         | Höhe   |
| ----- | ------------------ | -------------- | ------ |
| 1     | José Barbosa       | Puerto Rico    | 4,00 m |
| 1     | Hugo Göllors       | Schweden       | 4,00 m |
| 1     | Erling Kaas        | Norwegen       | 4,00 m |
| 1     | Erkki Kataja       | Finnland       | 4,00 m |
| 1     | Allan Lindberg     | Schweden       | 4,00 m |
| 1     | Ragnar Lundberg    | Schweden       | 4,00 m |
| 1     | Boo Morcom         | USA            | 4,00 m |
| 1     | Valto Olenius      | Finnland       | 4,00 m |
| 1     | Bob Richards       | USA            | 4,00 m |
| 1     | Victor Sillon      | Frankreich     | 4,00 m |
| 1     | Guinn Smith        | USA            | 4,00 m |
| 1     | José Vicente       | Puerto Rico    | 4,00 m |
| 13    | Georges Breitman   | Frankreich     | 3,90 m |
| 14    | Theodosios Balafas | Griechenland   | 3,80 m |
| 14    | Torfi Bryngeirsson | Island         | 3,80 m |
| 16    | Luis Ganoza        | Peru           | 3,70 m |
| 17    | Charles Bouvet     | Frankreich     | 3,60 m |
| 17    | Jaime Piqueras     | Peru           | 3,60 m |
| 17    | Richard Webster    | Großbritannien | 3,60 m |

## Legende
Kurze Übersicht zur Bedeutung der Symbolik – so üblicherweise auch in sonstigen Veröffentlichungen verwendet:
| – | verzichtet   |
| o | übersprungen |
| x | ungültig     |

## Finale
2. August 1948, 14:30 Uhr
| Platz | Name            | Nation      | Resultat | 3,95 m                                      | 4,10 m                                      | 4,20 m                                      | 4,30 m                                      | 4,40 m                                      |
| ----- | --------------- | ----------- | -------- | ------------------------------------------- | ------------------------------------------- | ------------------------------------------- | ------------------------------------------- | ------------------------------------------- |
| 1     | Guinn Smith     | USA         | 4,30 m   | xo                                          | xo                                          | o                                           | xxo                                         | x–                                          |
| 2     | Erkki Kataja    | Finnland    | 4,30 m   | o                                           | o                                           | o                                           | xxx                                         |                                             |
| 3     | Bob Richards    | USA         | 4,20 m   | o                                           | xo                                          | xo                                          | xxx                                         |                                             |
| 4     | Erling Kaas     | Norwegen    | 4,10 m   | o                                           | o                                           | xxx                                         |                                             |                                             |
| 5     | Ragnar Lundberg | Schweden    | 4,10 m   | o                                           | xxo                                         | xxx                                         |                                             |                                             |
| 6     | Boo Morcom      | USA         | 3,95 m   | o                                           | –                                           | xxx                                         |                                             |                                             |
| 7     | Hugo Göllors    | Schweden    | 3,95 m   | Versuchsserien ab Rang sieben nicht bekannt | Versuchsserien ab Rang sieben nicht bekannt | Versuchsserien ab Rang sieben nicht bekannt | Versuchsserien ab Rang sieben nicht bekannt | Versuchsserien ab Rang sieben nicht bekannt |
| 7     | Valto Olenius   | Finnland    | 3,95 m   | Versuchsserien ab Rang sieben nicht bekannt | Versuchsserien ab Rang sieben nicht bekannt | Versuchsserien ab Rang sieben nicht bekannt | Versuchsserien ab Rang sieben nicht bekannt | Versuchsserien ab Rang sieben nicht bekannt |
| 9     | José Barbosa    | Puerto Rico | 3,95 m   | Versuchsserien ab Rang sieben nicht bekannt | Versuchsserien ab Rang sieben nicht bekannt | Versuchsserien ab Rang sieben nicht bekannt | Versuchsserien ab Rang sieben nicht bekannt | Versuchsserien ab Rang sieben nicht bekannt |
| 9     | Victor Sillon   | Frankreich  | 3,95 m   | Versuchsserien ab Rang sieben nicht bekannt | Versuchsserien ab Rang sieben nicht bekannt | Versuchsserien ab Rang sieben nicht bekannt | Versuchsserien ab Rang sieben nicht bekannt | Versuchsserien ab Rang sieben nicht bekannt |
| 9     | José Vicente    | Puerto Rico | 3,95 m   | Versuchsserien ab Rang sieben nicht bekannt | Versuchsserien ab Rang sieben nicht bekannt | Versuchsserien ab Rang sieben nicht bekannt | Versuchsserien ab Rang sieben nicht bekannt | Versuchsserien ab Rang sieben nicht bekannt |
| 12    | Allan Lindberg  | Schweden    | 3,80 m   | Versuchsserien ab Rang sieben nicht bekannt | Versuchsserien ab Rang sieben nicht bekannt | Versuchsserien ab Rang sieben nicht bekannt | Versuchsserien ab Rang sieben nicht bekannt | Versuchsserien ab Rang sieben nicht bekannt |

Als Favoriten galten die US-Springer Boo Morcom, Bob Richards und Guinn Smith. Morcom, amtierender US-Meister und Gewinner der Olympiaausscheidung, wurden die besten Chancen eingeräumt. Doch er laborierte an einer Knöchelverletzung und kam nur auf Platz sechs. Der Wettkampf, der bei Regen stattfand, entwickelte sich zu einem Dreikampf zwischen Smith, Richards und dem Finnen Erkki Kataja. Die drei Athleten hatten 4,20 m übersprungen und nach der neu eingeführten Mehrversuchsregel lag Kataja vorn. Smith schaffte dann als einziger die 4,30 m im letzten Versuch, während Kataja und Richards scheiterten. Nach einem Fehlversuch über 4,40 m brach Smith den Wettkampf wegen des strömenden Regens ab. So gewann der Finne Silber und Bob Richards, Goldmedaillengewinner bei den kommenden beiden Olympischen Spielen 1952 und 1956, wurde Dritter.
Im elften olympischen Wettkampf sprang Guinn Smith zur zwölften US-Goldmedaille – 1908 hatte es zwei US-Sieger gegeben.

Im olympischen Stabhochsprung wurden bei elf Wettkämpfen 39 Medaillen vergeben, von denen US-Springer alleine 26 gewannen.

1896 gab es zwei Drittplatzierte, 1908 zwei Sieger und drei Bronzemedaillisten, 1912 zwei Silber- und drei Bronzemedaillengewinner.

Erkki Kataja gewann die erste finnische Medaille im Stabhochsprung.

## Videolinks
- London 1948 (GUINN SMITH) Pole Vault (Amateur Footage), youtube.com, abgerufen am 21. August 2017
- The Olympic Games (1948) | BFI National Archive, Bereich 5:39 min bis 5:57 min, youtube.com, abgerufen am 25. Juli 2021